# Claude Frollo
Claude Frollo is een personage uit de roman De Klokkenluider van de Notre Dame van Victor Hugo. Hij is de aartsdiaken van de kathedraal. In het begin komt hij erg zorgzaam en vaderlijk over, maar later wordt hij bezitterig en meedogenloos.

## Verhaallijn
Claude Frollo is een intelligente, maar stoïcijnse figuur die zijn ouders verloor aan de Zwarte Dood. Zijn broer Jehan werd rechter, terwijl hij voor het geestelijke vak koos. Zijn stoïcijns karakter blijkt ook wanneer Quasimodo als kind zag hoe een vlieg verstrikt raakte in het web van een spin. Quasimodo probeerde de vlieg te bevrijden, maar Frollo hield hem tegen en zei: "Bemoei je nooit met de wetten van het noodlot, Quasimodo". Frollo heeft ook een soort angst voor de buitenwereld en vooral voor vrouwen. Frollo was een ijverige leerling. Hij studeerde theologie, rechten, vreemde talen en wetenschap. 
Hij voedde Quasimodo op, die hij op een dag op de trap van de kathedraal vond. Dit deed hij vooral uit plichtsbesef. Hij heeft niet veel op met Quasimodo en waarschuwt hem aldoor voor de mensen, die wreed en genadeloos zijn. Frollo heeft grote lust voor de mooie zigeunerin Esmeralda, die hij ook vreest als een verleidster gestuurd door Satan. Op een dag laat hij haar door Quasimodo ontvoeren. Quasimodo wordt vervolgens door Phoebus gearresteerd en aan de schandpaal genageld. Frollo let niet meer op Quasimodo, maar probeert vooral zichzelf in veiligheid te brengen.
Frollo keert zich soms tegen de kerk in zijn wanhoop. Vooral het celibaat en de eenzaamheid kwellen hem. Maar vaak is hij erg stoïcijns en zegt hij "God heeft het zo gewild". Als hij hoort dat Phoebus Chateaupers de mooie Esmeralda wil kussen, steekt hij de kapitein dood. Esmeralda vlucht weg, maar wordt van de moord beschuldigd.
In de gevangenis probeert Frollo Esmeralda te dwingen om met hem te trouwen. Esmeralda weigert waarop Frollo besluit haar niet langer te helpen en hij verlaat Parijs uit liefdesverdriet. Later ontvoert hij Esmeralda uit de Notre-Dame en dreigt haar aan de soldaten over te leveren als ze weigert te trouwen. Opnieuw weigert Esmeralda en Frollo levert haar uit. 
Hij komt zelf aan zijn eind doordat Quasimodo hem van het balkon van de kathedraal duwt.

## Personage in boek en film

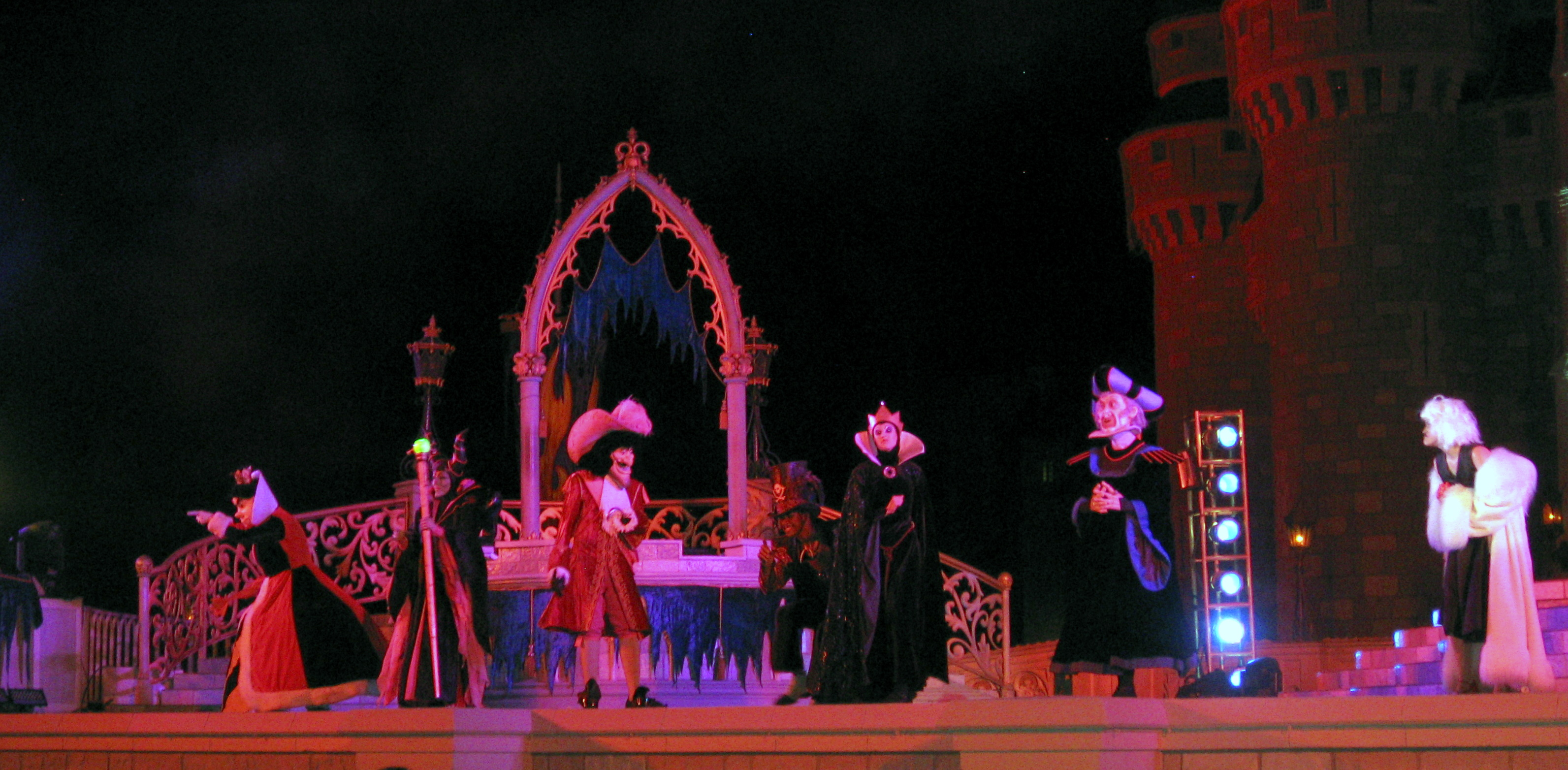
De Disney-versie van Frollo (tweede figuur van rechts), samen met enkele andere bekende schurken uit de lange Disney-tekenfilms (Walt Disney World)

Het personage in Hugo's roman verschilt in veel opzichten duidelijk van dat in de verschillende verfilmingen van dit boek. 
In het oorspronkelijke verhaal is Frollo een geestelijke die bang is voor de buitenwereld. Hij voedt Quasimodo uit plichtsbesef en deels uit medelijden op. Hij wordt verliefd op Esmeralda, maar hij ziet haar ook als een verleidster gestuurd door Satan, toch komt hij tot de conclusie dat hij zich niet tegen zijn gevoelens voor haar kan verzetten en is bereid haar aan zijn broer op te offeren als ze weigert met hem te trouwen.
In de Disneyverfilming uit 1996 is Frollo een antiziganistische rechter die jacht maakt op met name zigeuners. Hij is verliefd op Esmeralda, hoewel hij tegelijk zijn gevoelens voor haar verafschuwt. Hij wil dat Esmeralda zijn minnares wordt, anders zal ze moeten sterven. Hij voedt Quasimodo alleen op uit angst om gestraft te worden door God en met de gedachte dat hij Quasimodo op een dag als wapen tegen de zigeuners kan gebruiken.
De aartsbisschop in de Disney-film is ook voor een deel op het personage Frollo uit de roman gebaseerd. De aartsbisschop is hier echter geen pessimistische en droevig personage, maar een dappere en barmhartige beschermheer voor de in ongenade gevallen mensen, vooral zigeuners. Als Frollo een zigeuner uit de kathedraal wil halen, komt hij altijd tussenbeide en zegt Frollo dat de kerk een vrijplaats is waar niemand de ander met geweld uit mag zetten.  

### Acteurs die Frollo speelden
- Walter Law, filmversie 1917
- Annesley Healy, filversie 1922
- Brandon Hurst, filmversie 1923
- Sir Cedric Hardwicke, filmversie 1939
- Alain Cuny, filmversie 1956
- James Maxwell (alleen stem), filmversie 1966
- Kenneth Haigh, filmversie 1977
- Derek Jacobi, filmversie 1982
- Ron Haddrick (alleen stem), animatie versie 1986
- Tony Jay (alleen stem), animatieversie 1996 (Disney)
- Edmond Classen (dialoog) en
- Ernst Daniël Smid (zang) (in het Nederlands) animatieversie (1996) (Disney)
- Richard Harris, filmversie 1997
- Daniel Lavoie, musical
- Richard Berry, filmversie 1999